# Serpentário

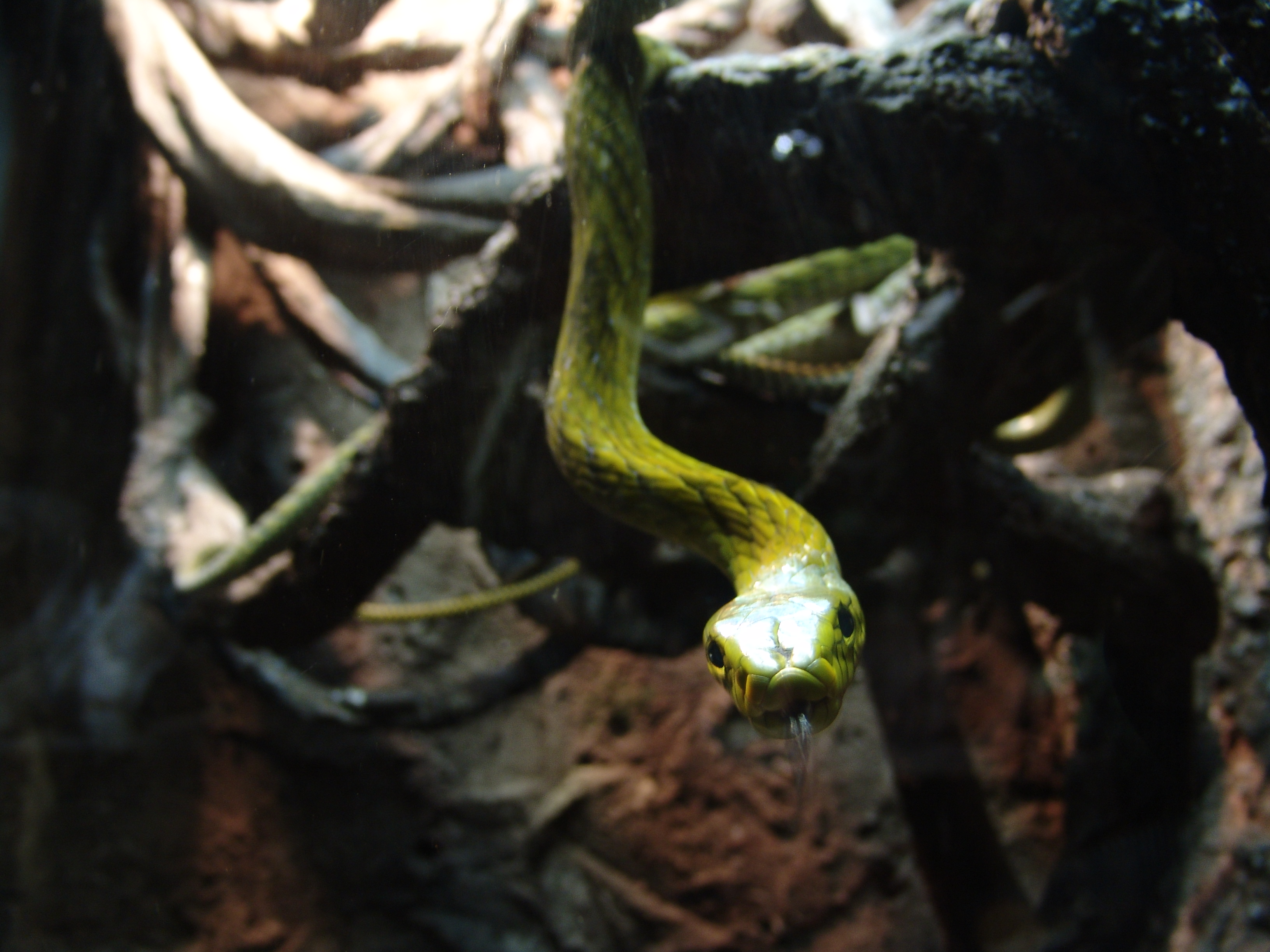
Uma mamba-verde-ocidental em um serpentário.

Serpentário é o conjunto das instalações utilizadas para domesticação de serpentes.
Venenos de serpentes são necessários para a produção de soro antiofídico.